# Hyundai Ioniq 6
La Hyundai Ioniq 6 (stilizzato IONIQ 6, in coreano 현대 아이오닉 6) è un'autovettura elettrica prodotta dalla casa automobilistica sudcoreana Hyundai Motor Company a partire dal 2022.
È la seconda autovettura ad essere commercializzata con il sottomarchio Ioniq, mantenendo comunque ancora il logo Hyundai.
Nel 2023 ha vinto il World Car Of The Year, con la casa coreana che si è aggiudicata il premio per il secondo anno consecutivo.

## Descrizione

### Contesto e debutto

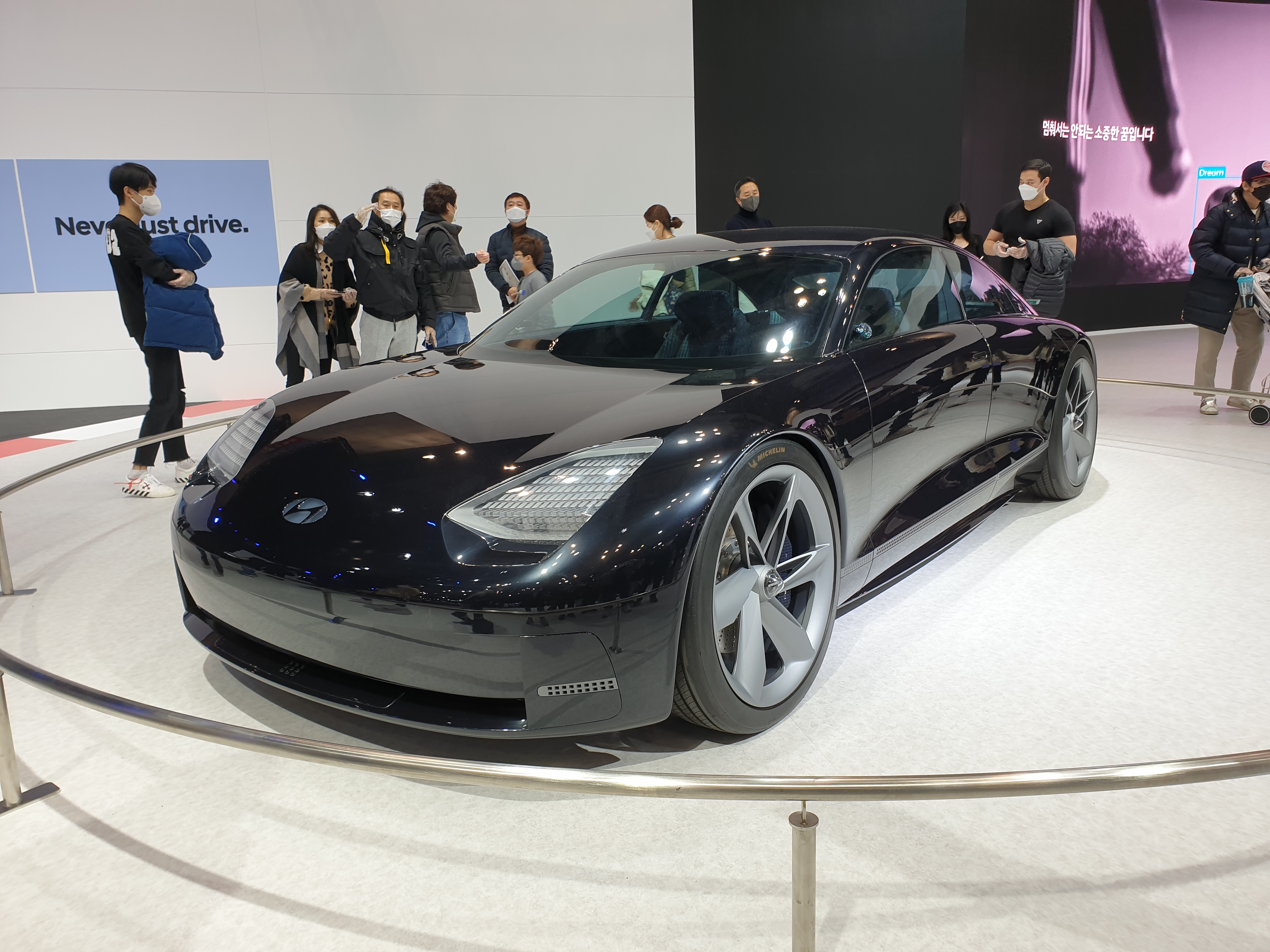
Prophecy Concept

L'auto è stata anticipata dalla concept car Hyundai Prophecy, che è stata presentata a marzo 2020.
Una prima immagine della vettura è stata diffusa per la prima volta il 21 giugno 2022, mentre quella dell'interno è stata svelata il 27 giugno 2022. La vettura in veste definitiva, è stata poi presentata ufficialmente al pubblico durante il Busan International Motor Show in Corea del Sud il 14 luglio 2022.

### Design e tecnica

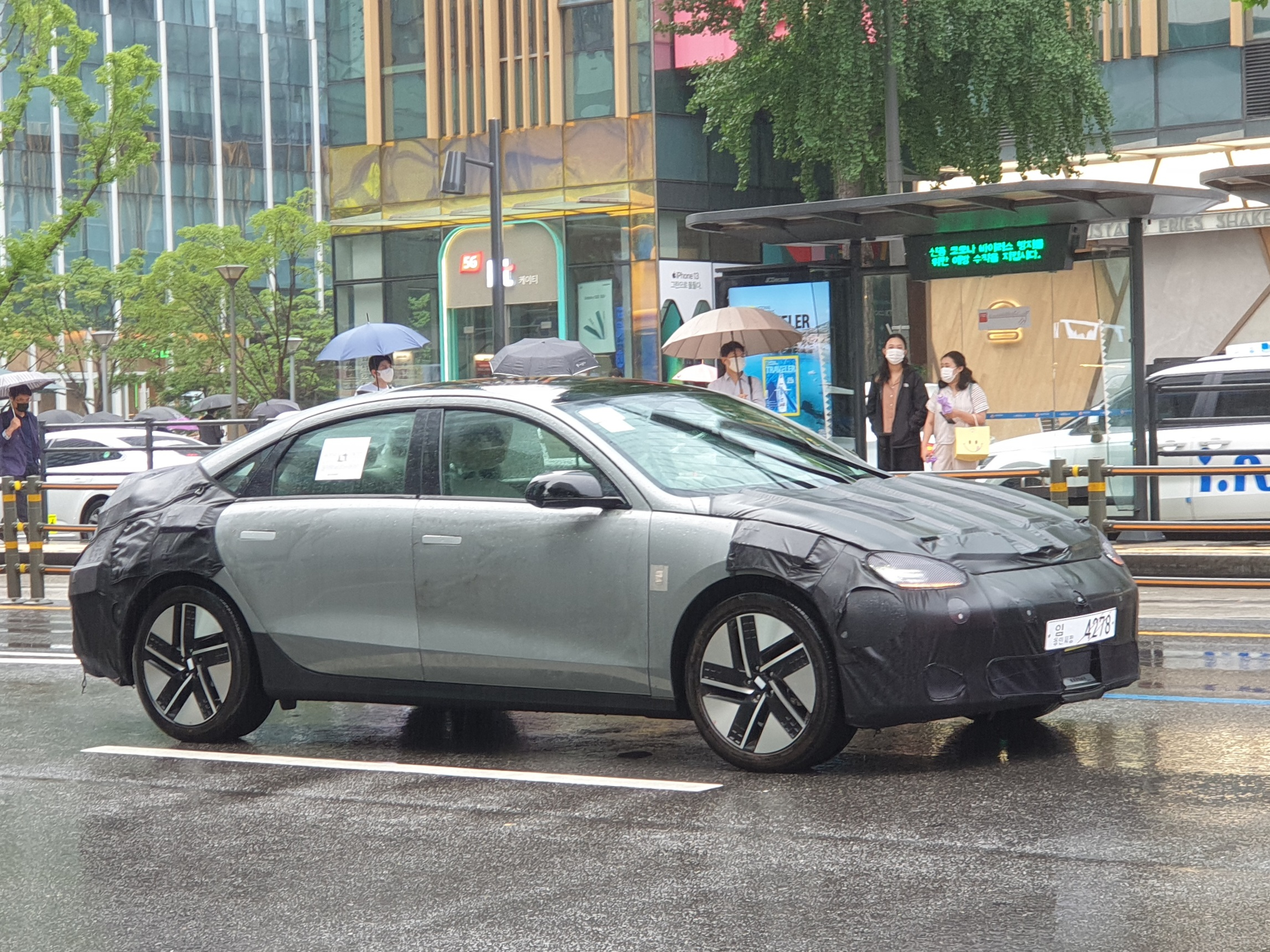
Un muletto durante le fasi di test su strada

Basata sulla piattaforma E-GMP creata appositamente per la realizzazione di veicoli a propulsione esclusivamente elettrica, la Ioniq 6 presenta un design della carrozzeria dall'andamento curvilineo e aerodinamico, progettato appositamente per ridurre al minimo la resistenza aerodinamica. La vista laterale si caratterizza per le maniglie poste a filo delle portiere e per l'assenza degli specchietti laterali, sostituiti invece da telecamere.

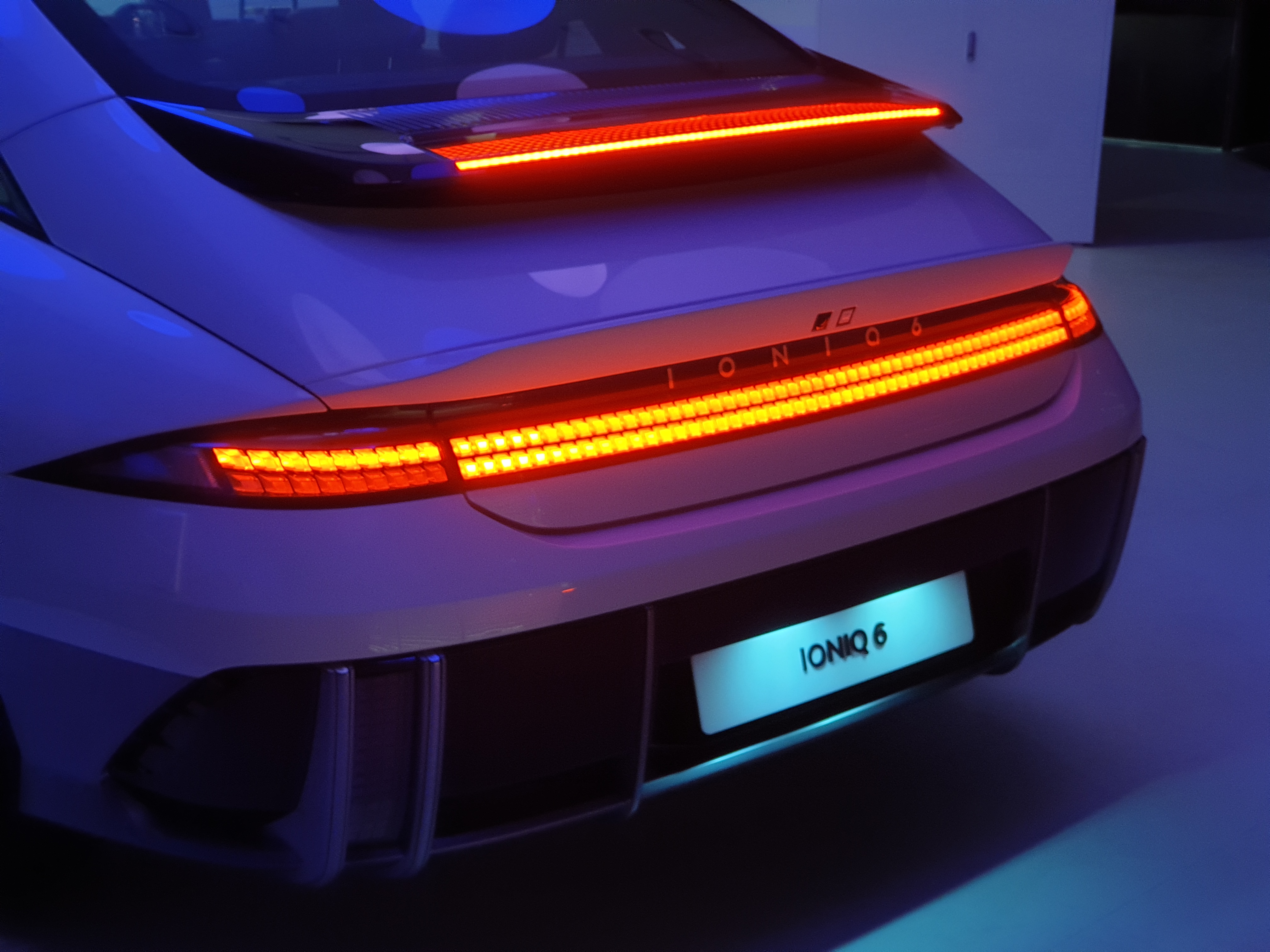
Dettaglio dello spoiler e dei fanali posteriori

Sulla parte posteriore è presente uno spoiler, che incorpora la terza luce di stop ed è costituita da un sistema di illuminazione con diodi a LED. Tutti questi accorgimenti applicati alla carrozzeria come lo spoiler, alette delle prese d'aria del radiatore ad apertura variabile e carenatura delle ruote, riducono il coefficiente di resistenza aerodinamica, che si attesta a 0,21. La vettura è la prima ad introdurre il nuovo logo della Hyundai.

### Interni e dotazione

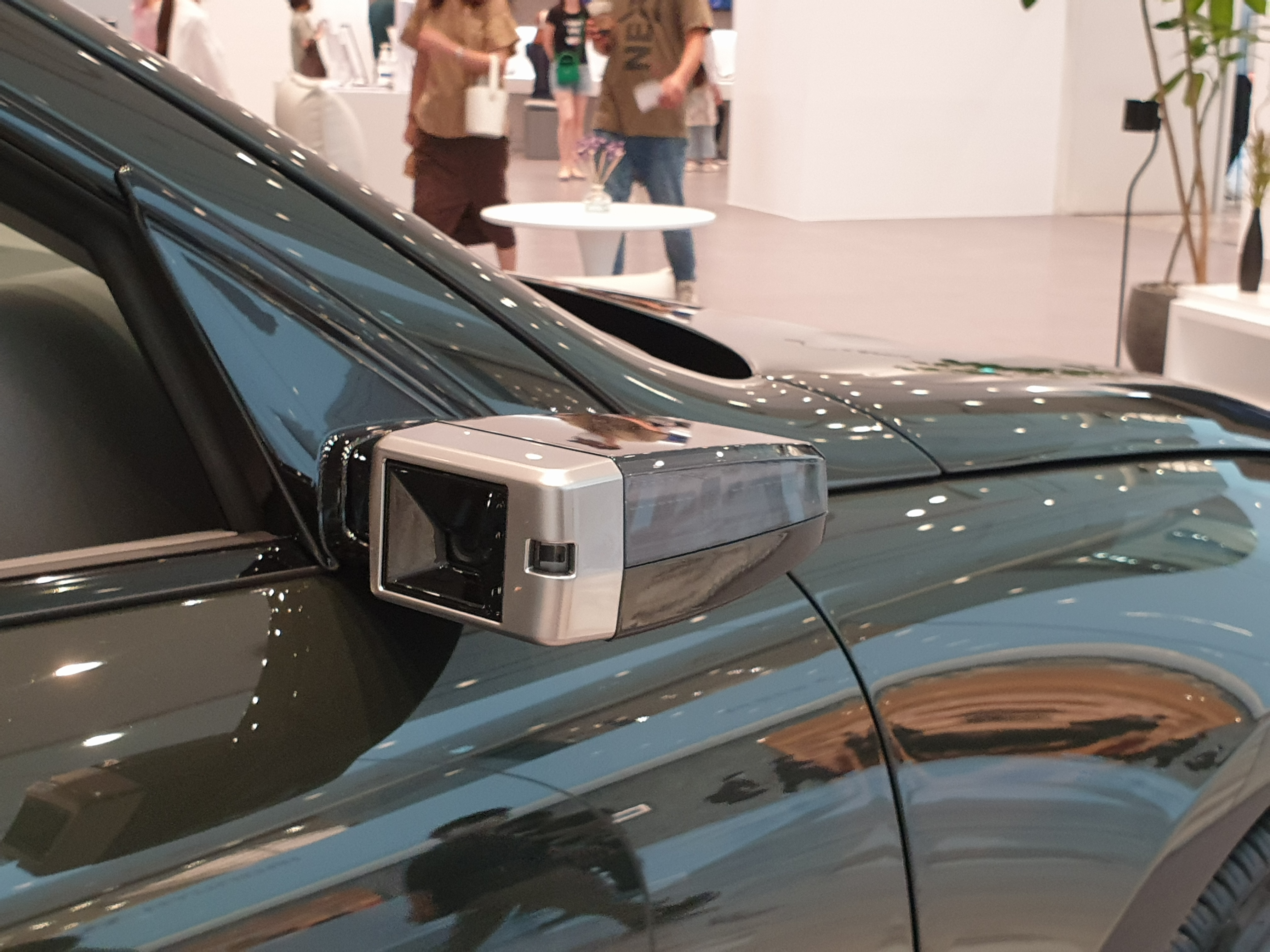
Telecamera al posto dello specchietto retrovisore

Per gli interni vengono utilizzati materiali sostenibile tra cui: una bio-gomma che riveste il cruscotto, una vernice organica a base di oli vegetali che rivestono i pannelli delle portiere e sono stati utilizzati reti da pesca riciclate per la moquette; i rivestimenti dei sedili sono realizzati in tessuto PET riciclato.
Due display da 12 pollici sono utilizzati, uno come quadro strumenti digitale per il guidatore e l'altro per gestire il sistema di infotainment; altri due più piccoli schermi sono posti nei pressi delle portiere e riproducono le immagini delle telecamere esterne a mo' di specchietto retrovisore digitale. Di serie su tutte le versioni è disponibile un sistema di frenata automatica di emergenza con rilevamento dei pedoni e ciclisti, mentre sulle versioni superiori sono disponibili sistemi di assistenza aggiuntivi che consentono la guida semi-autonoma in autostrada e che hanno lo scopo di prevenire eventuali collisioni o tamponamenti. Inoltre, la Ioniq 6 può ricevere aggiornamenti Over The Air.

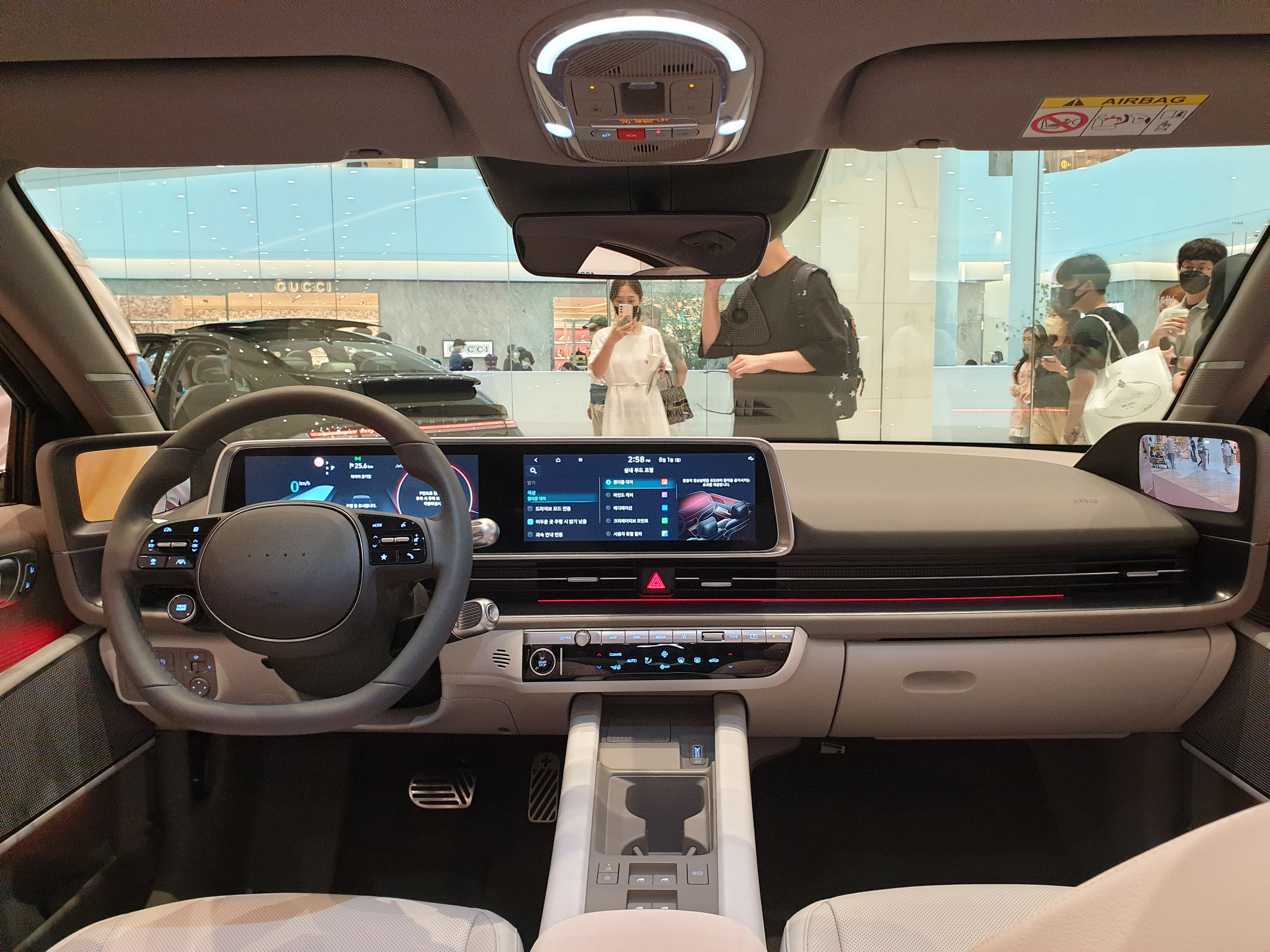
Vista degli interni; notare i due display agli angoli della plancia che fungono da specchietti retrovisori

### Meccanica e elettronica
Analogamente agli altri modelli basati su questa piattaforma, sono disponibili diversi tagli di batteria e motorizzazioni, il sistema di ricarica rapida a 800 V e la ricarica bidirezionale.
La versione base di gamma è alimentato da un solo motore posteriore da 160 kW (218 CV); con la batteria più piccola da 53 kWh ha un consumo stimato di circa 14 kWh/100 km e utilizzando un caricabatterie da 800 V CC da 350 kW, la stessa può essere caricata dal 10% all'80% in meno di 18 minuti. Con batteria più grande da 77,4 kWh ha un'autonomia stimata secondo il ciclo ei omologazione WLTP di circa 610 km.
Il modello di punta ha un motore un secondo motore elettrico posto sull'asse anteriore e sviluppa una potenza combinata di 239 kW (325 CV) e 605 Nm di coppia. Ciò consente un'accelerazione da 0 a 100 km/h in 5,1 secondi.

## Riepilogo versioni
| Batteria              | Trazione | Potenza         | Coppia | 0–100 km/h  | Velocità massima |
| --------------------- | -------- | --------------- | ------ | ----------- | ---------------- |
| 53 kWh (standard)     | RWD      | 125 kW (170 CV) | 350 Nm | 8,8 secondi | 185 km/h         |
| 77,4 kWh (long range) | RWD      | 168 kW (228 CV) | 350 Nm | 7,4 secondi | 185 km/h         |
| 77,4 kWh (long range) | AWD      | 239 kW (325 CV) | 605 Nm | 5,1 secondi | 185 km/h         |